# Ilha de Santa Catarina
Ilha de Santa Catarina är en ö i Brasilien.   Den ligger i delstaten Santa Catarina, i den södra delen av landet, 1 300 km söder om huvudstaden Brasília. Arean är 523 kvadratkilometer.
Terrängen på Ilha de Santa Catarina är lite kuperad. Öns högsta punkt är 523 meter över havet. Den sträcker sig 50,9 kilometer i nord-sydlig riktning, och 21,9 kilometer i öst-västlig riktning.
Följande samhällen finns på Ilha de Santa Catarina:
- Florianópolis
- Freguesia do Ribeirao da Ilha
- Ribeirão da Ilha
- Trindade
- Saco dos Limoes
- Itacorubi
- Costeira do Pirajubae
- Lagoa
- Santa Monica
- Morro da Cruz
- Corrego Grande
- Pantanal
- Carianos
- Carvoeira
- Rio Tavares
- Armação
- Pantano do Sul
- Tapera
- Acores
- Caiacanga da Barra do Sul
- Tapera

I omgivningarna runt Ilha de Santa Catarina växer i huvudsak städsegrön lövskog.